# Gornja Rijeka
 Ovo je glavno značenje pojma Gornja Rijeka. Za druga značenja pogledajte Gornja Rijeka (razdvojba).
Gornja Rijeka je općina u Hrvatskoj. Nalazi se u Koprivničko-križevačkoj županiji.

## Zemljopis
Gornja Rijeka je maleno selo pokraj Kiževaca.
Najpoznatija građevina je dvorac Sidonije Rubido Erdody, koja je i ujedno otpjevala prvu hrvatsku operu "Ljubav i zloba".

## Stanovništvo
Po popisu stanovništva iz 2001. godine, općina Gornja Rijeka imala je 2035 stanovnika, raspoređenih u 14 naselja:
- Barlabaševec – 22
- Deklešanec – 141
- Donja Rijeka – 241
- Dropkovec – 193
- Fajerovec – 100
- Fodrovec Riječki – 86
- Gornja Rijeka – 383
- Kolarec – 184
- Kostanjevec Riječki – 285
- Lukačevec – 25
- Nemčevec – 29
- Pofuki – 221
- Štrigovec – 42
- Vukšinec Riječki – 83

| broj stanovnika | 1930  | 2122  | 2272  | 2531  | 2828  | 3226  | 3095  | 3430  | 3442  | 3513  | 3399  | 2919  | 2684  | 2330  | 2035  | 1779  | 1559  |
|                 | 1857. | 1869. | 1880. | 1890. | 1900. | 1910. | 1921. | 1931. | 1948. | 1953. | 1961. | 1971. | 1981. | 1991. | 2001. | 2011. | 2021. |

| broj stanovnika | 290   | 317   | 421   | 445   | 531   | 594   | 555   | 636   | 581   | 608   | 577   | 498   | 492   | 450   | 383   | 340   | 331   |
|                 | 1857. | 1869. | 1880. | 1890. | 1900. | 1910. | 1921. | 1931. | 1948. | 1953. | 1961. | 1971. | 1981. | 1991. | 2001. | 2011. | 2021. |

## Poznate osobe
- Sidonija Erdődy Rubido (1819. – 1884.) – operna pjevačica
- Gjurgja Halper-Leppée – operna pjevačica
- Kazimir Brunović – pisac

## Spomenici i znamenitosti
- Crkva Uznesenja Bl. Djevice Marije
- Dvorac Erdödy-Rubido
- Grad Mali Kalnik
- slap Šokot

## Obrazovanje
OŠ "Sidonije Rubido Erdődy" Gornja Rijeka 

## Kultura
Svake godine se u Gornjoj Rijeci održavaju manifestacije Sidonijini dani, Dani plemstva, Kestenijada i Dani plodova zemlje.

## Šport
- NK Gornja Rijeka

## Vanjske poveznice
- Službena stranica
- Zavod za prostorno uređenje Koprivničko-križevačke županije  Arhivirana inačica izvorne stranice od 15. prosinca 2010. (Wayback Machine) Prijedlozi zaštićenih područja prirode: Slap Šopot
- Službeni glasnik Koprivničko-križevačke županije[neaktivna poveznica] Slap Šopot